# Joel Polis
Joel Polis (Philadelphia (Pennsylvania), 3 oktober 1951) is een Amerikaans televisie- en theateracteur.

## Biografie
Polis is de oudste van een identieke tweeling. Polis was een actief atleet gedurende zijn studietijd op de high school en verdiende een beurs in gymnastiek aan de University of Southern California in Los Angeles. Daar kreeg hij zijn liefde te pakken in acteren toen hij een rol kreeg voor de musical West Side Story. Voor zijn rol kreeg hij een beurs om mee te gaan met de Summer Theater Festival op een Europese tournee, hij trad op in onder andere Engeland en Duitsland. Hij stopte met zijn studie aan de universiteit om als clown te gaan werken in een circus, maar na drie maanden besloot hij dat dit niet is wat hij wil en stopt hiermee om toch zich te gaan richten op het acteren. Hij verhuisde naar New York voor een studie acteren aan de New York University. Hierna ging hij terug naar Los Angeles om zijn bachelor te halen aan de universiteit aldaar en kreeg zijn Master of Fine Arts van Yale Drama School. Na zijn studie ging hij acteren in het theater als op televisie.
Polis begon in 1982 met acteren op televisie in de film The Wall. Hierna heeft hij nog meerdere rollen gespeeld (over honderd) in films en televisieseries zoals The Thing (1982), Best Defense (1984), Alien Nation (1989), Home Improvement (1993-1994), Chicago Hope (1996 en 2000), CSI: Crime Scene Investigations (2005) en CSI: NY (2007).

## Filmografie

### Films
Uitgezonderd korte films.
- 2024 Dead Wrong - als Sam McNorton
- 2018 Trouble Sleeping - als Jack McKay
- 2015 The Return of Mike and Ike - als slechte man
- 2013 Paulie - als assistent manager
- 2009 Chasing a Dream – als dr. Aldicott
- 2007 Murder 101: College Can Be Murder – als George Lampton
- 2006 Fallen Angels – als Horace Millhouse
- 2005 McBride: It's Murder, Madam – als Harold Paxton
- 2003 Alien Hunter – als Copeland
- 2002 A Light in the Darkness – als strooplikkende raadslid
- 2002 Alikes – als sergeant Hunter
- 2000 Attraction – als William
- 2000 Rocket's Red Glare – als kolonel Mitchell
- 1999 Tumbleweeds – als adjunct schoolhoofd
- 1997 The Sleepwalker Killing – als assistant officier van justitie Jimmy
- 1997 Prison of Secrets – als Brad
- 1996 Dark Angel – als ??
- 1996 Twilight Man – als Harper
- 1996 It's My Party – als Tim Bergen
- 1995 Never Say Never: The Deidre Hall Story – als Bill Handel
- 1995 Dazzle – als ??
- 1995 Serial Killer – als Jack Blund
- 1993 Bloodlines: Murder in the Family – als Robert Homick
- 1993 Fly by Night – als Halbein
- 1991 Deadly Medicine – als dr. George Reardon
- 1990 The Rookie – als Lance
- 1990 My Blue Heaven – als officier van justitie
- 1990 Burning Bridges – als dr. Paletsky
- 1989 Those She Left Behind – als Kerns
- 1989 True Believer – als decaan Rabin
- 1984 Fatal Vision – als Brian Murtagh
- 1984 Best Defense – als eerste agent
- 1982 Born Beautiful – als Ted
- 1982 The Thing – als Fuchs
- 1982 The Wall – als ??

### Televisieseries
Uitgezonderd eenmalige gastrollen.
- 2017 Gurl - als Steve Purvee - 2 afl.
- 2005 Revelations – als administratieve medewerker ziekenhuis – 2 afl.
- 2003 Mister Sterling – als Quinn – 2 afl.
- 1993 – 1994 Home Improvement – als Wes Davidson – 2 afl.
- 1985 – 1990 Cheers – als Gary – 3 afl.

### Computerspel
- 1996 Wing Commander IV: The Price of Freedom – als burger van Telamon (stem)

## Theaterwerk[1]
- Bach at Leipzig – als Georg Balthasar Schott – Los Angeles
- Don't Talk to the Actors – als Mike Policzek – Laguna Beach (Californië)
- Defiance – als Gunney sergeant – Pasadena (Californië)
- Names – Los Angeles
- The Baby Dance – Greenwich Village
- Claptrap – Manhattan (New York)
- Family Business – Manhattan
- Just Like the Night – New York
- Marco Polo – Tucson
- The Diary of Anne Frank – Ventura (Californië)
- Defiance – Pasadena
- Pound of Flesch – Taos / Los Angeles /Edinburgh
- Dialectics of the Heart – Los Angeles
- 3 Travelers – Taos
- Julius Caesar – San Diego (Californië)
- Oleanne – Hollywood
- Fedunn – Taos
- The Cherry Orchard – Taos
- Richard III – Taos
- After Crystal Night – Taos
- Riga – Los Angeles
- Sons of Lincoln – Los Angeles
- Names – Los Angeles
- The Baby Dance – Pasadena
- Ghetto, Cakewalk – Los Angeles
- The Last Survivor – San Diego
- A Midsummer Night's Dream – San Diego
- Troilus and Cressida – New Haven (Connecticut)
- A Penny For the Guy – New York
- Dog Logic – Costa Mesa
- Future Hollow – Wellfleet
- Boy Meets Girl, Passing By – Hartford (Connecticut)

- Library of Congress Control Number: ns2011002299
- SNAC: w6q963rt
- Virtual International Authority File: 220808087
- WorldCat: E39PBJppDbr6f7jmdHFdmrPqQq